# Leche agria
La leche agria es un lácteo preparado mediante la fermentación de una bacteria lactobacillus.
Existen formas más sofisticadas de fermentación láctea como es el caso del yogur y el kéfir en la región del Cáucaso. Son similares en textura, pero, al tratarse de un tipo diferente de bacteria causante de la fermentación, el gusto que tienen es diferente. 
La leche agria se vende en pequeños recipientes similares a los yogures o vasos descartables. En algunos países puede llegar a envases de cerca de un litro. Este producto se emplea igual que el yogur para ser servido en el desayuno junto con cereales, muesli o copos de maíz. El sabor está muy en conjunción con otras frutas ácidas como, por ejemplo, las fresas.

## Origen y extensión geográfica
No existen referencias históricas de dónde surgió. Algunos historiadores afirman que en la India se consumía hace más de 3.500 años.
Es muy seguro que la leche agria fue traída al continente americano por los españoles, pues antes de la Conquista en estas tierras no se consumía la leche, mucho menos los productos lácteos y estos fueron un legado de la gastronomía de los españoles quienes además introdujeron el ganado vacuno.
La leche agria como tal se consume alrededor del mundo en países como Alemania, Costa Rica, Panamá, Finlandia, Nicaragua, Noruega, Polonia, Suecia y en Estados Unidos donde el suero de mantequilla o buttermilk es muy similar, pero la leche agria tiene algo más de consistencia (es coagulada); cada uno de ellos con sus propias costumbres y formas de ingerirla.
En alemán es conocida como sauermilch o dickmilch; en sueco, como filmjölk; en noruego como surmelk o kulturmelk y en idioma finés, piimä o viili.

## En Nicaragua
Aun cuando no sea autóctona, en Nicaragua es producida y vendida de la misma manera que se encuentra la leche, y se puede conseguir durante todo el año. La más popular es la de fabricación casera. También hay de fabricación industrial por empresas lácteas (La Perfecta).
En todo el país la leche agria es considerada un plato base para el desayuno mañanero o la merienda a media mañana. Suele comerse acompañada solamente con una tortilla de maíz o un bollo de pan según el gusto personal. También, puede ser incorporada sobre el gallo pinto o los frijoles cocidos o fritos, a manera de crema.
En la ciudad de Managua existen lugares especializados en la venta exclusiva de este producto lácteo, los cuales reciben el nombre genérico de "Leche Agria" seguido del nombre distintivo del negocio. Éstos lugares funcionan generalmente en horario matutino desde la madrugada hasta antes del mediodía, que es el horario acostumbrado para el consumo de la leche agria. Acompañan su oferta con tortillas y platos a base de gallopinto (arroz y frijoles), huevos, queso y embutidos como chorizos y salchichas.
En todas las ciudades y pueblos nicaragüenses se pueden encontrar temprano en las mañanas a vendedores ambulantes de leche agria con tortilla y su puñadito de sal que el comensal agrega a su gusto. En los últimos años han surgido pequeñas empresas dedicadas a la producción y distribución de leche agria de forma semi-industrial que reparten su producto en motocicletas y triciclos con mejoras en el envase y marcas propias.
Durante los fines de semana, se consume bajo la creencia de que restaura el organismo después de los excesos (llamada goma o cruda) de bebidas alcohólicas (ron, cerveza, cususa) y otros desenfrenos.
La cususa (agua loca en lengua Maya) es una bebida ancestral obtenida a partir de la destilación de la maceración del maíz, después de una fermentación de cuatro días, siendo su preparación más prolífera en áreas rurales. Como aguardiente puede alcanzar 47% de alcohol. Como compuesto cristalino lleva canela, clavo de olor, cáscara de limón, naranja dulce o mandarina.

## En Costa Rica
En Costa Rica se consume sola, como bebida con sal, con azúcar o con sirope de cola, mezclada con la crema agria (popularmente llamada "natilla") o como sustituto bajo en grasa de esta. También se utiliza para aderezar productos de maíz como tortillas o biscochos, en la masa de ciertos tipos de repostería o pasteles. Otro uso popular es en la elaboración de helados caseros con sirope de cola o varias frutas picadas y azúcar.  También se le agrega sal, y se pone a escurrir en una tela para obtener "quesillo".

## En Panamá
En Panamá, se comercializa artesanalmente en diversas partes del país. Usualmente, se encuentra en Panamá Oeste, la península de Azuero y hasta en las zonas altas de tierras chiricanas.
En la provincia de Panamá Oeste, se encuentra en empresas artesanales. También se encuentra en la capital producido por cadenas de supermercados nacionales.